# Шпаркуль, Теодор
Теодор Шпаркуль (нем. Theodor Sparkuhl; 7 октября 1894, Ганновер — 1 июня 1946, Санта-Фе, США) — немецкий кинооператор, работавший в Германии, Великобритании, Франции и США, где снял более 100 фильмов. С 1911 года устроился киномехаником, а с 1912 года кинооператором в Берлине. С 1916 года по 1928 год работал киноператором игровых фильмов, в том числе сняв 18 картин Эрнста Любича. С 1928 по 1932 работал в Англии и Франции, после чего переехал в США, где получил известность за операторскую работу в фильмах жанра нуар.

## Биография
Родился 7 октября 1894 года в Ганновере в обеспеченной семье директора банка Карла Шпаркуля. Рано увлёкся кинематографом. В 1911 году устроился киномехаником в берлинский филиал компании «Гомон», а уже через год был назначен кинохроникёром, в качестве которого находился в командировке в России и на Ближнем Востоке. В Первую мировую войну снимал кинохронику на Восточном фронте.
В 1916 году начинает свою карьеру в игровом кинематографе. В том же году знакомится с Эрнстом Любичем, вместе с которым за шесть лет снимет восемнадцать фильмов. В 1919 году снял комедии Любича «Принцесса устриц» и «Кукла», которые считаются лучшими немецкими кинокомедиями дозвукового периода, а в 1923 году и последний немецкий фильм режиссёра — «Пламя». В немецкий период своего творчества Шпаркуль, кроме того, работает над фильмами Эвальда Андре Дюпона, Георга Якоби, Лупу Пика и Рихарда Освальда. В 1928 году участвует в создании фильма «Ложные пути» Георга Вильгельма Пабста. В 1928 году переезжает в Англию, где на протяжении трёх лет на студии British International Pictures, а в 1931—1932 годах работает во Франции, перед тем как эмигрировать в США. Во Франции в 1931 году поставил два первых звуковых фильма Жана Ренуара — «Ребёнку дают слабительное» и «Суку».
Переехав в США, работает в Голливуде с 1932 года, где за 14 лет участвует в съёмках около 60 фильмов. Получил известность как искусный оператор, мастер работы со светом, способный передать соответствующую атмосферу в фильмах-нуарах и тех, которые позже станут классифицировать как «прото-нуары». Работа со светом в таких фильмах, как «Среди живущих» (1941), «Улица удачи» (1942) и «Стеклянный ключ» (1942), знаменует собой заметное расхождение с традиционной техникой американских операторов с применением низкого контрастного освещения в голливудских криминальных фильмах 1930-х годов. Его новаторская операторская работа в этих фильмах рассматривается как важный вклад в развитие типичного стиля нуара 1940-х годов. Среди представителей этого жанра также выделяют его работу в картине Фрэнка Ллойда «Кровь на солнце» (1945), в котором ему удалось передать на экране «настоящее кьяроскуро с блестящими от дождя и полыми чёрными машинами, лицами, вспыхивающими светом во тьме, человеческими фигурами, утопающими в глубине комнаты, пока на них неожиданно не будет направлен взгляд, а вместе с ним — и рождаемый самим пространством на мгновение свет».

## Избранная фильмография
- 1916: Товарищество с ограниченной ответственностью — тенор / Der G.m.b.H.-Tenor (Эрнст Любич)
- 1918: Девушка из балета / Das Mädel vom Ballett (Эрнст Любич)
- 1918: Не хочу быть мужчиной / Ich möchte kein Mann sein (Эрнст Любич)
- 1919: Вендетта / Vendetta (Георг Якоби)
- 1919: Мадам Дюбарри / Madame Dubarry (Эрнст Любич)
- 1919: Кукла / Die Puppe (Эрнст Любич)
- 1919: Принцесса устриц / Die Austernprinzessin (Эрнст Любич)
- 1919: Карусель жизни / Das Karussell des Lebens (Георг Якоби)
- 1920: Дочки Колхизела / Kohlhiesels Töchter (Эрнст Любич)
- 1920: Ромео и Джульетта в снегах / Romeo und Julia im Schnee (Эрнст Любич)
- 1920: Сумурун / Sumurun (Эрнст Любич)
- 1920: Анна Болейн / Anna Boleyn (Эрнст Любич)
- 1921: Горная кошка / Die Bergkatze (Эрнст Любич)
- 1922: Жена фараона / Das Weib des Pharao (Эрнст Любич)
- 1923: Старый закон / Das alte Gesetz (Эвальд Андре Дюпон)
- 1924: Карлос и Елизавета / Carlos und Elisabeth (Рихард Освальд)
- 1924: Комедия сердца / Komödie des Herzens (Рохус Глизе)
- 1924: Ночи Декамерона / Dekameron-Nächte (Герберт Уилкокс)
- 1926: Манон Леско / Manon Lescaut (Артур Робисон)
- 1928: Заблуждения / Abwege (Георг Вильгельм Пабст)
- 1929: После вердикта / After the Verdict (Хенрик Галеен)
- 1931: Любовь по американски / L’amour à l’américaine (Клод Хейман)
- 1931: Ребёнку дают слабительное / On purge bébé (Жан Ренуар)
- 1931: Сука / La Chienne (Жан Ренуар)
- 1931: Белое и чёрное / Le blanc et le noir (Марк Аллегре)
- 1934: Караван / Caravan (Эрик Чарелл)
- 1934: Отец Браун, детектив / Father Brown, Detective (Эдвард Седжвик)
- 1935: Войдите, мадам / Enter Madame (Эллиотт Наджент)
- 1935: Последняя застава / The Last Outpost (Чарльз Бартон)
- 1935: Корабельное кафе / Ship Cafe (Роберт Флори)
- 1936: Только окликни / Yours for the Asking (Джордж Рафт)
- 1936: Большое радиовещание в 1937 году / The Big Broadcast of 1937 (Митчелл Лейзен)
- 1936: Каникулы / College Holiday (Фрэнк Таттл)
- 1937: Высокий, широкоплечий и красивый / High, Wide and Handsome (Рубен Мамулян)
- 1937: Уэллс Фарго / Wells Fargo (Фрэнк Ллойд)
- 1938: Опасно знать / Dangerous to Know (Роберт Флори)
- 1938: Если бы я был королём / If I Were King (Фрэнк Ллойд)
- 1938: Сент-Луис Блюз / St. Louis Blues (Рауль Уолш)
- 1939: Красавчик Жест / Beau Geste (Уильям Уэллман)
- 1939: Свет погас / The Light That Failed (Уильям Уэллман)
- 1940: Среди живущих / Among the Livin (Стюарт Хейслер)
- 1942: Невероятный Эндрю / The Remarkable Andrew (Стюарт Хейслер)
- 1942: Остров Уэйк / Wake Island (Джон Фэрроу)
- 1942: Улица удачи / Street of Chance (Джек Хайвли)
- 1942: Стеклянный ключ / The Glass Key (Стюарт Хейслер)
- 1943: Джонни вернулся поздно / Johnny Come Lately (Уильям К. Ховард)
- 1945: Кровь на солнце / Blood on the Sun (Фрэнк Ллойд)
- 1945: Он сказал «Убийство» / Murder, He Says (Джордж Маршалл)
- 1946: Дочери Бакалавра / The Bachelor’s Daughters (Эндрю Л. Стоун)